# Dionísio Cerqueira
Dionísio Cerqueira este un oraș în Santa Catarina (SC), Brazilia.